# Gabritsa
Gabritsa (bulgariska: Габрица) är ett distrikt i Bulgarien.   Det ligger i kommunen Obsjtina Venets och regionen Sjumen, i den nordöstra delen av landet, 300 km öster om huvudstaden Sofia.
Trakten runt Gabritsa består till största delen av jordbruksmark. Runt Gabritsa är det ganska glesbefolkat, med 25 invånare per kvadratkilometer.